# Dale Archer
Dale Archer este doctor în medicină, psihiatru, membru al Asociației Psihiatrice Americane. S-a născut la New Orleans, Louisiana, Statele Unite ale Americii.

## Cariera
În 1988, Dr. Dale Archer a fondat Institutul de Neuropsihiatrie din Lake Charles, Louisiana. Clinică ce acum are în componență șase psihiatri și un număr mare de psihologi și terapeuți, care tratează o gamă variată de probleme mentale. Este directorul Departamentului de Psihiatrie al Spitalului Memorial Lake Charles (Lake Charles Memorial Hospital). De asemenea, este consultant psihiatric într-un program care antrenează ofițeri de poliție pentru ca aceștia să își dea seama când au de a face cu persoane ce prezintă disfuncții mentale. Are peste 20 de ani experiență în media, timp în care a fost moderatorul a trei emisiuni de succes la radio și al unui talk-show difuzat pe internet (The Dr. Dale Archer Show). A apărut în majoritatea emisiunilor de știri naționale, discutând pe teme legate de probleme psihice asociate cu evenimente actuale, infracțiuni, politică sau probleme economice.
În anul 2013 a publicat „Better Than Normal: How What Makes You Different Can Make You Exceptional”(Cine a zis să fii normal? Află cum ceea ce te face diferit te poate face excepțional), carte care a devenit un bestseller New York Times. „Cine a zis să fii normal?” este publicată și în limba română.

## Linkuri externe
- DrDaleArcher.com Arhivat în 6 aprilie 2019, la Wayback Machine., site-ul oficial al Dr. Dale Archer
- Institutul de Neuropsihiatrie din Lake Charles, Louisiana